# Tines Lluca
Les tines Lluca són un conjunt de tines del municipi del Pont de Vilomara i Rocafort (Bages) protegides com a béns culturals d'interès local. La construcció se situa pròxima a la riera de Santa Creu. És un conjunt format per tres tines i tres barraques. Cada tina té la seva barraca corresponent.

## Descripció
Observant el conjunt de cara a les portes d'entrada a les tines descrivim les edificacions d'esquerra a dreta. Les dues primeres tines estan alineades i formen un sol cos. Totes dues són de planta circular. La part inferior dels murs és feta amb pedra i morter de calç i l'interior és recobert de rajoles de ceràmica envernissada lleugerament corbades. A la part superior els murs són fets amb pedra sense material d'unió, i és on es localitzen les entrades a la tines. Sobre els murs s'estén el voladís, construït amb pedres més planes. Finalment, es tanca amb la coberta feta amb el mètode d'aproximació de filades, sobre la qual s'estén una capa de sorra i pedruscall. La tercera tina és de planta circular a l'interior i rectangular a l'exterior. Els murs són fets amb pedra i morter de calç. La coberta és de volta amb pedres amorterades. A sobre de la coberta hi ha lloses més planes que formen una altra capa i finalment s'hi estén una capa de sorra i pedruscall.